# Mikołaj Fryderyk Sapieha
Mikołaj Fryderyk (Nicolas) Sapieha (ur. w 1937 w Warszawie, zm. 13 listopada 1995 w Meksyku) – amerykański fotografik pochodzenia polskiego.
Był synem księcia Pawła Marii Sapiehy (juniora) h. Lis i amerykanki Virgilii Paterson, bratem Marii Krystyny. Pierwsze dwa lata swojego życia spędził w majątku ojca w Siedliskach na Roztoczu, które jego pradziad, książę Adam Sapieha kupił w latach 90. XIX w. od Jabłonowskich, a dziadek Paweł Sapieha wyznaczył na siedzibę rodową. Po napaści ZSRR na Polskę, 17 września 1939 w czasie II wojny światowej, rodzice Mikołaja razem z dziećmi, uciekli do Lwowa, a później przez Węgry i Francję do USA. Rodzice Mikołaja rozwiedli się w 1950. W latach 1969–1971 pracował jako fotograf w St. Louis Post-Dispatch Później studiował fotografię w Chelsea School of Art w Londynie. Zilustrował ponad 50 książek. Fotografował architekturę, ludzi, przyrodę Turcji, Meksyku, Brazylii, Nepalu, Holandii, Portugalii. Znał angielski, niemiecki, francuski, polski, hiszpański, włoski.
Dwukrotnie nominowany do nagrody Pulitzera.
Został pochowany w Meksyku.

## Publikacje
- Lawrence Cunningham, Nicolas Sapieha, Mother of God, 1982.
- Marcus Binney, Patrick Bowe, Nicolas Sapieha, Francesco Venturi, Houses and Gardens of Portugal, 1988.
- Marcus Binney, Nicolas Sapieha, Francesco Venturi, Country Manors of Portugal: A Passage Through Seven Centuries, 1988.
- Patrick Bowe, Nicolas Sapieha Gardens of Portugal, 1989.
- Nicolas Sapieha, Francesco Venturi, Old Havana, Cuba, 1990.
- Jorge Guillermo, Nicolas Sapieha, Dutch Houses and Castles, 1990.
- John Man, Nicolas Sapieha, Zwinger Palace Dresden, 1990.
- Patrick Bowe, Ptolemy Tompkins, Nicolas Sapieha, Gardens in Central Europe, 1991.
- Antonio Haas, Nicolas Sapieha, The Gardens of Mexico, 1993.
- Nicolas Sapieha, Elisabeth Blair MacDougall, Gardens of Naples, 1995.
- Fernando Tasso Fragoso Pires, Gregory Rabassa, Nicolas Sapieha, Fazendas: The Great Houses and Plantations of Brazil, 1995.
- Ptolemy Tompkins, Nicolas Sapieha, A Dog Lover's Collection, 1995.
- Jose Cassiano Neves, Nicolas Sapieha, Vera Mendes, Fernando Mascarenhas, The Palace and Gardens of Fronteira: Seventeenth and Eighteenth Century Portuguese Style, 1995.
- Goran Alm, Nicolas Sapieha, Chester Brummel, Kungliga Husgeradskammarens Bildarkiv, Great Royal Palaces of Sweden/Kungaslott Fran Vasa Till Bernadotte, 1998.
- Helder Carita, Nicolas Sapieha, Palaces of Goa: Models and Types of Indo-Portuguese Civil Architecture, 1999.